# 자종 드나예
자종 그레고리 마리안 드나예 (Jason Grégory Marianne Denayer, 1995년 6월 28일 ~ )는 벨기에의 축구 선수이며, 현재 사우디 프로페셔널리그의 알파테 소속으로 포지션은 센터백이다.

## 국제 경력
2013년부터 드나예는 벨기에 U19 및 벨기에 U21과 같은 다양한 레벨에서 벨기에를 대표했다.
2014년 10월 2일, 국가대표팀 감독인 마크 윌모츠(Marc Wilmots)는 안도라와의 유로 2016 예선전을 위해 벨기에 국가대표팀에 처음으로 그를 불렀다. 드나예는 보스니아와 웨일즈와의 유로 예선 경기와 아이슬란드와의 친선 경기를 위해 추가 국제 스쿼드에 포함되었다. 그러나 그는 이 네 경기에서 각각 사용되지 않은 교체 선수였다.
드나예는 2015년 3월 31일 예루살렘 테디 스타디움에서 열린 이스라엘과의 UEFA 유로 2016 예선전에서 벨기에 국가대표로 성인 국가대표 데뷔전을 치렀다. 그는 벨기에가 조 1위를 차지한 1-0 승리의 67분에 아스톤 빌라의 스트라이커 크리스티안 벤테케를 교체했다. 드나예는 2015년 6월 7일 벨기에가 4-3으로 승리한 파리에서 열린 프랑스와의 친선 경기에서 시니어 팀에 첫 선을 보였다. 감독 마크 윌모츠(Marc Wilmots)는 경기 후반에 드나예를 교체했으며, 그 후 프랑스가 경기를 4-3으로 되돌리기 위해 두 골을 넣었다고 지적했다.
그는 2016년 유럽 선수권 대회의 벨기에 23인 명단에 이름을 올렸다. 드나예는 웨일스와의 8 강전에서 부상을 입어 벨기에 수비를 고갈시킨 단 한 번만 뛰었다. 드나예는 웨일즈에 의해 3-1로 패했다.
2021년 5월 17일, 드나예는 재정비된 UEFA 유로 2020의 최종 26인 명단에 포함되었다.